# Station Habay
Station Habay is een spoorwegstation langs spoorlijn 162 (Namen - Aarlen - Luxemburg) in de gemeente Habay. Het is nu een stopplaats.

## Treindienst
| Serie              | Treinsoort          | Route | Bijzonderheden                                                      |
| ------------------ | ------------------- | --- | ------------------------------------------------------------------- |
| L 5850             | L-trein (NMBS)      | Aarlen – Habay – Marbehan – Libramont                                                                       | Rijdt in het weekend 1x/2 uur.                                      |
| P 7665/7665        | Piekuurtrein (NMBS) | Libramont – [ Virton – ] / [ Marbehan – Habay – ] Aarlen                                                    | Rijdt alleen op werkdagen.                                          |
| P 7675/8675RE 8650 | Piekuurtrein (NMBS) | [ Luxemburg – ] / [ Libramont – Habay – ] Aarlen                                                            | Rijdt alleen op werkdagen. Een trein Libramont - Aarlen.            |
| P 7680/8680RE 8650 | Piekuurtrein (NMBS) | [ Bertrix – Dinant ] / [ Libramont – [ Virton – ] / [ Marbehan – Habay – ] Aarlen ] / [ Athus – Luxemburg ] | Een trein Aarlen - Virton - Libramont. Een trein Athus - Luxemburg. |

## Galerij

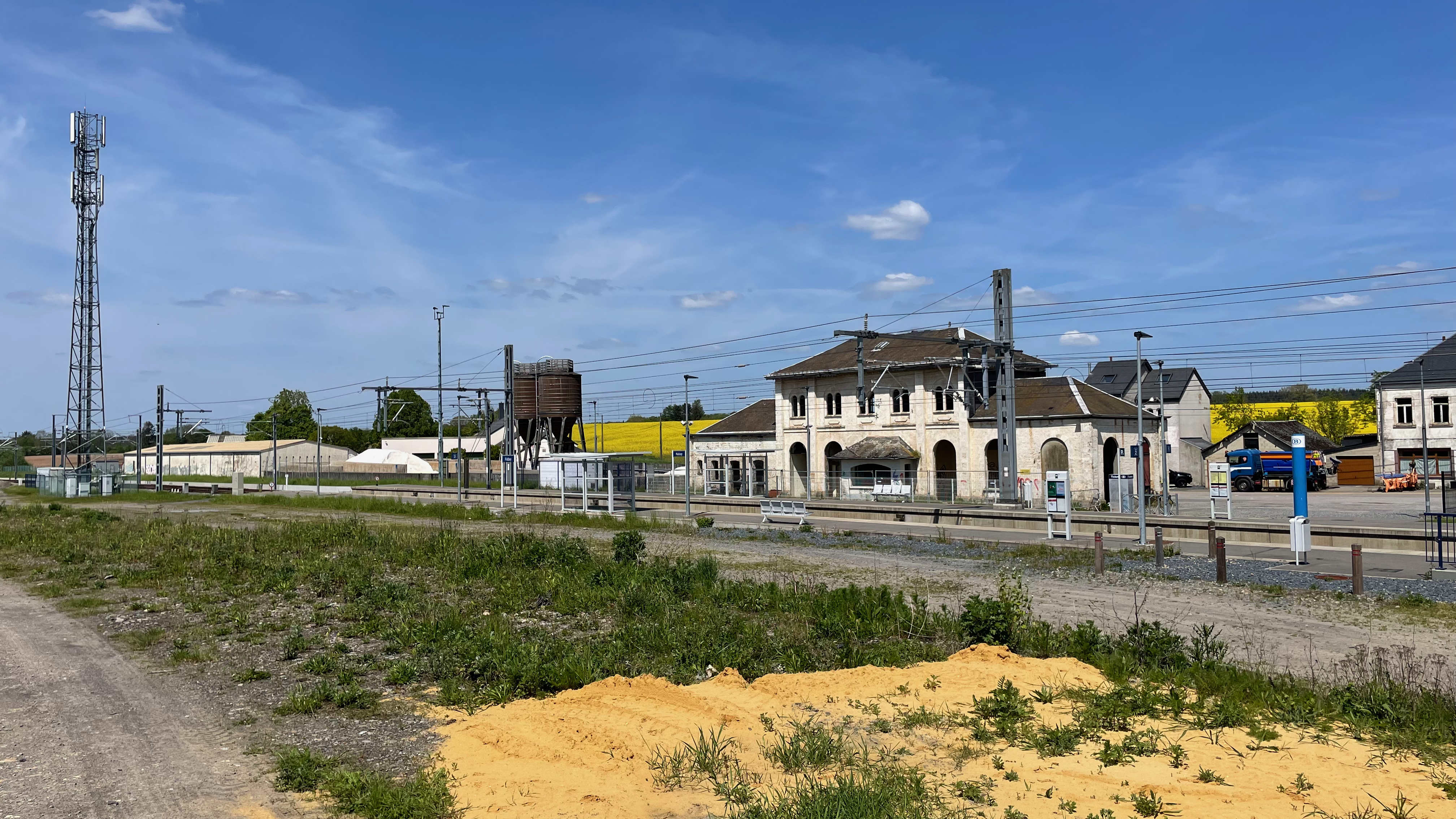
Het station Habay (2023)
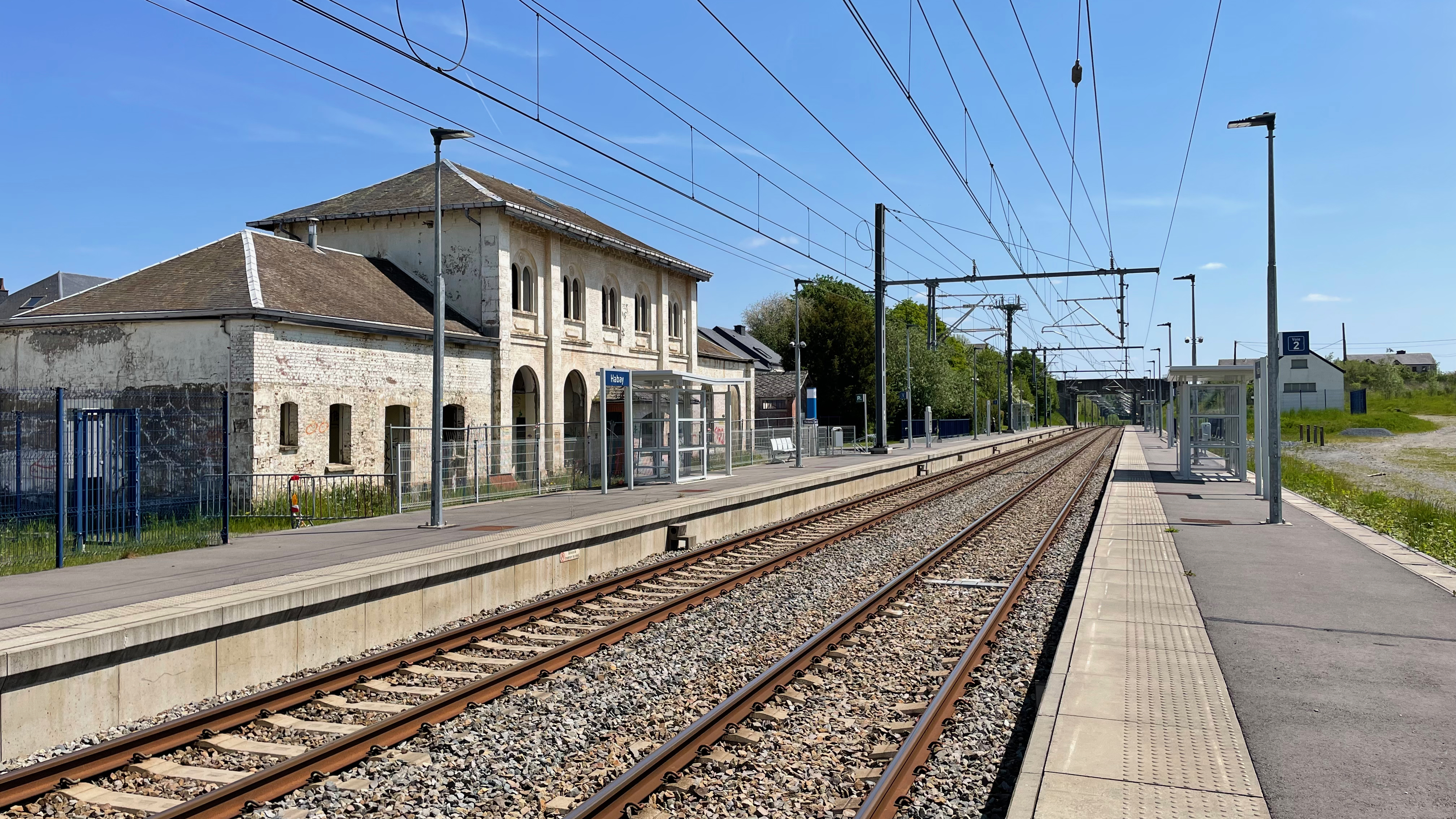
Zicht op de sporen
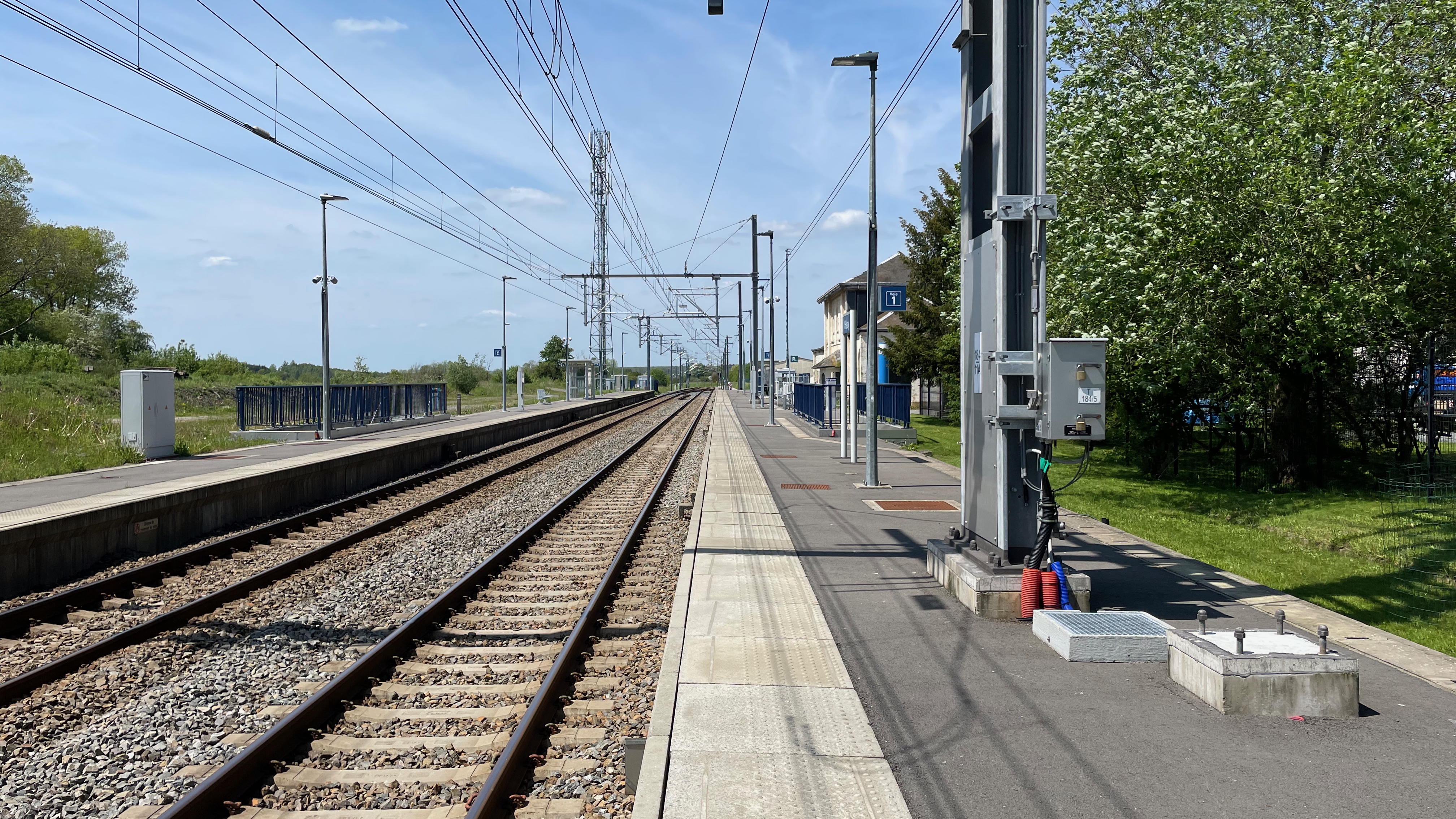
Zicht op het perron
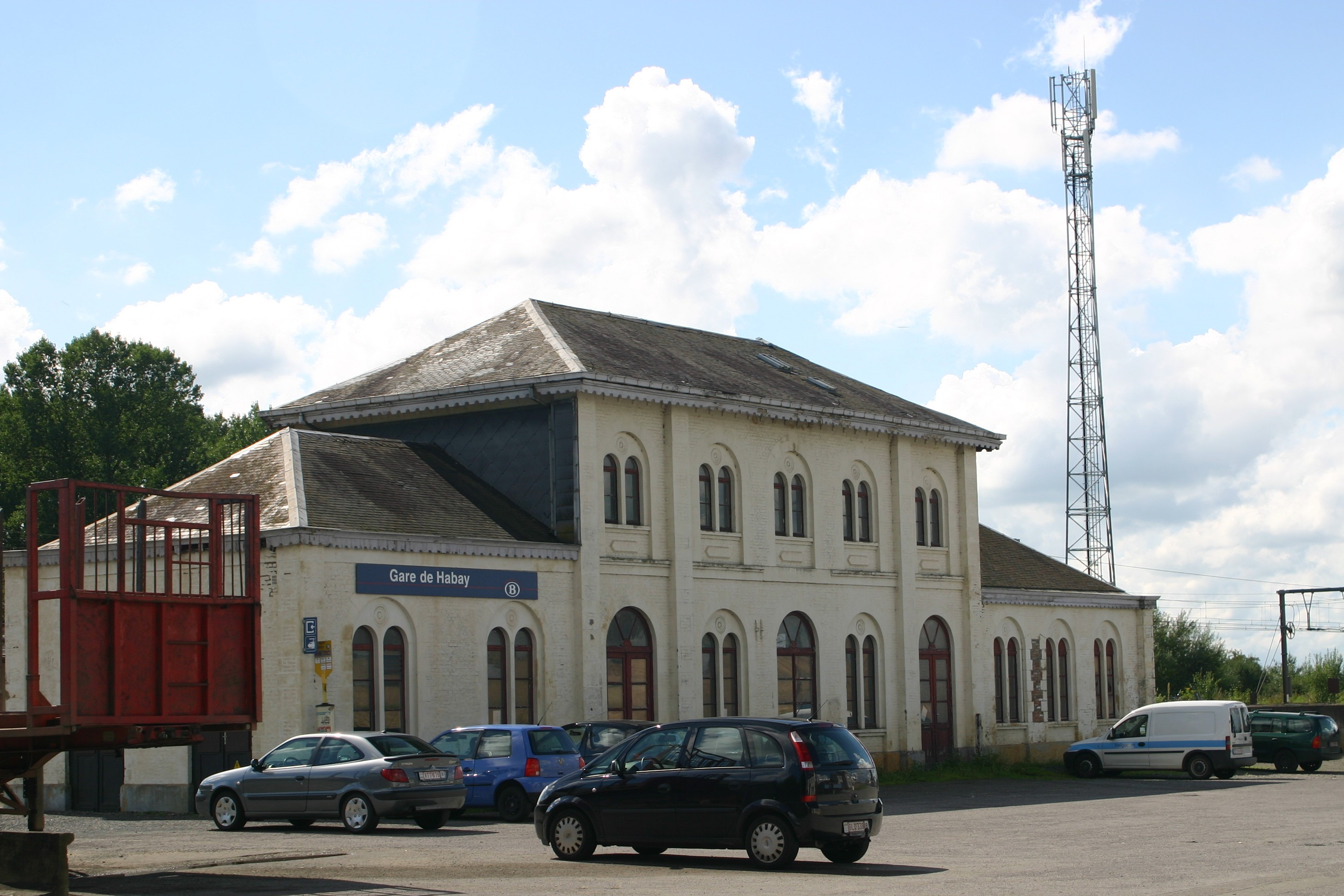
Het stationsgebouw (2008)

## Reizigerstellingen
De grafiek en tabel geven het gemiddeld aantal instappende reizigers weer op een week-, zater- en zondag.
| Tabel: aantal instappende reizigers station Habay | Tabel: aantal instappende reizigers station Habay | Tabel: aantal instappende reizigers station Habay | Tabel: aantal instappende reizigers station Habay |
|                                                   | Weekdag                                           | Zaterdag                                          | Zondag                                            |
| ------------------------------------------------- | ------------------------------------------------- | ------------------------------------------------- | ------------------------------------------------- |
| 1977                                              | 173                                               | 39                                                | 27                                                |
| 1978                                              | 107                                               | 39                                                | 44                                                |
| 1979                                              | 114                                               | 43                                                | 53                                                |
| 1980                                              | 136                                               | 32                                                | 43                                                |
| 1981                                              | 81                                                | 33                                                | 39                                                |
| 1982                                              | 80                                                | 31                                                | 23                                                |
| 1983                                              | 121                                               | 26                                                | 31                                                |
| 1984                                              | 83                                                | 14                                                | 22                                                |
| 1985                                              | 75                                                | 10                                                | 9                                                 |
| 1986                                              | 77                                                | 21                                                | 19                                                |
| 1987                                              | 76                                                | 16                                                | 29                                                |
| 1988                                              | 86                                                | 15                                                | 15                                                |
| 1989                                              | 81                                                | 13                                                | 21                                                |
| 1990                                              | 56                                                | 12                                                | 16                                                |
| 1991                                              | 48                                                | 13                                                | 12                                                |
| 1992                                              | 60                                                | 18                                                | 12                                                |
| 1993                                              | 54                                                | 4                                                 | 10                                                |
| 1994                                              | 59                                                | 5                                                 | 4                                                 |
| 1995                                              | 47                                                | 8                                                 | 9                                                 |
| 1996                                              | 49                                                | 10                                                | 9                                                 |
| 1997                                              | 46                                                | 4                                                 | 8                                                 |
| 1998                                              | 42                                                | 7                                                 | 13                                                |
| 1999                                              | 39                                                | 10                                                | 4                                                 |
| 2000                                              | 38                                                | 5                                                 | 4                                                 |
| 2001                                              | 37                                                | 8                                                 | 7                                                 |
| 2002                                              | 67                                                | 4                                                 | 2                                                 |
| 2003                                              | 69                                                | 12                                                | 10                                                |
| 2004                                              | 71                                                | 11                                                | 15                                                |
| 2005                                              | 95                                                | 13                                                | 12                                                |
| 2006                                              | 89                                                | 12                                                | 10                                                |
| 2007                                              | 96                                                | 12                                                | 18                                                |
| 2008                                              | -                                                 | -                                                 | -                                                 |
| 2009                                              | 113                                               | 13                                                | 10                                                |
| 2010                                              | -                                                 | -                                                 | -                                                 |
| 2011                                              | -                                                 | -                                                 | -                                                 |
| 2012                                              | 73                                                | 11                                                | 19                                                |
| 2013                                              | 102                                               | 11                                                | 18                                                |
| 2014                                              | 111                                               | 36                                                | 20                                                |
| 2015                                              | 70                                                | 14                                                | 14                                                |
| 2016                                              | 50                                                | 16                                                | 7                                                 |
| 2017                                              | 49                                                | 14                                                | 28                                                |
| 2018                                              | 46                                                | 21                                                | 21                                                |
| 2019                                              | 46                                                | 23                                                | 30                                                |
| 2020                                              | 41                                                | 8                                                 | 9                                                 |
| 2021                                              | -                                                 | -                                                 | -                                                 |
| 2022                                              | 124                                               | 42                                                | 58                                                |
| 2023                                              | 125                                               | 29                                                | 39                                                |
| 2024                                              | 120                                               | 43                                                | 69                                                |

0,0: Namen ·
2,1: Jambes-Oost ·
5,0: Dave-Saint-Martin ·
7,8: Naninne ·
10,9: Sart-Bernard ·
14,0: Courrière ·
16,7: Assesse ·
18,3: Florée ·
20,5: Natoye ·
26,4: Braibant ·
29,0: Ciney ·
32,0: Leignon ·
32,9: Chapois ·
39,1: Haversin ·
45,8: Hogne ·
48,9: Aye ·
51,2: Marloie ·
57,6: Rochefort-Jemelle ·
60,0: Forrières ·
62,8: Lesterny ·
65,9: Grupont ·
72,1: Mirwart ·
76,2: Poix-Saint-Hubert ·
80,0: Hatrival ·
89,7: Libramont ·
94,8: Verlaine ·
98,5: Neufchâteau ·
100,4: Hamipré ·
105,0: Cousteumont ·
107,1: Lavaux ·
111,1: Mellier ·
114,8: Marbehan ·
115,9: Rulles ·
118,5: Houdemont ·
121,6: Habay ·
125,8: Hachy ·
128,0: Fouches ·
132,7: Stockem ·
134,0: Viville ·
135,8: Aarlen ·
137,6: Weyler ·
140,3: Autelbas ·
142,6: Barnich ·
145,5: Sterpenich